# WavPack
WavPackは、David Bryant が開発した自由かつオープンソースの可逆音声圧縮コーデックである。

## 特徴
WavPack は、量子化ビット数 8, 16, 24, 32bit（32bit に関しては整数型／浮動小数点数型の両形式） サンプリング周波数 6kHz - 192kHz のパルス符号変調方式（PCM）をサポートし、パルス密度変調方式（PDM）であるDSD（DSDIFF, DSF）もサポートする。またサラウンドストリームもサポートしている。圧縮率は、他の可逆圧縮方式と同様に音源によって変化するが、概ね30%から70%となる。
他の可逆圧縮方式と比較すると、圧縮率は平均的にFLACやApple Losslessよりも高く、TAKに並ぶ高速なエンコード及びデコード速度を誇る。
WavPack はよく知られたパブリックドメインの技術だけを用いており、とくに特許を取得したことのあるいかなる手法・アルゴリズムの使用も避けられている。このことによってオープンソースかつロイヤリティフリーであることが保障されている。

### ハイブリッドモード
WavPackにはまた、通常の圧縮形式（圧縮後の拡張子は .wv）のほかに「ハイブリッドモード」と呼ばれる機能があり、これを使用すると2つのファイルを生成する。そのうちの1つは非可逆圧縮された小さいファイル (.wv)、もう1つは補正(correction)ファイルと呼ばれるファイル(.wvc)で、.wv ファイル単独でも再生できるが、両方を組み合わせると完全な可逆復元が可能である。つまり、可逆復元と非可逆復元を選択使用できるファイル類が、一度の圧縮操作で生成される。
このような「ハイブリッド」機能は、MPEG-4 SLSやDTS-HDマスターオーディオなどにもある。

### 概要
- オープンソースであり、BSD-系ライセンスで提供されている。
- マルチプラットフォーム対応
- 誤り訂正
- ストリーミングサポート
- 多チャンネルオーディオ、高解像度サポート
- ハイブリッドモード
- ハードウェアサポート（Rockboxファームウェアを使用）
- メタデータサポート（ID3v1、APEタグ）
- RIFFチャンクをサポート
- Replay Gain 互換
- Win32向けの自己解凍型ファイルを作成できる。
- 32ビット整数/浮動小数点ストリームをサポート
- キューシート埋め込みをサポート
- MD5ハッシュによる高速完全性チェック
- 対称モードと非対称モードがある（エンコード時間が異なる）

### 対応プラットフォーム
対応オペレーティングシステムは、UNIXおよびUnix系（Linux、macOS、Solaris、FreeBSD、OpenBSD、NetBSD、Tru64、HP-UX など）と、Windows、DOS、Palm OS、OpenVMS である。
対応アーキテクチャは、x86、ARM、PowerPC、AMD64、IA-64、SPARC、Alpha、PA-RISC、MIPS、68kなどである。

## 歴史
David Bryant は1998年中ごろWavPackの開発を開始し、間もなくバージョン1.0をリリースした。このバージョンは非可逆圧縮しかできなかった。間もなくバージョン2.0をリリース。このバージョンも非可逆圧縮であり、音響心理学的マスキング効果などは利用していない。1999年、バージョン3.0をリリース。圧縮率を犠牲にした高速モード、ヘッダのないPCMオーディオファイルの圧縮、32ビット巡回冗長検査による誤り検出などをサポート。その後も開発は続き、バージョン3.xでハイブリッドモードをサポートした。
最新版は2019年12月15日付のバージョン5.2.0である。

## サポート

### ソフトウェア
いくつかのソフトウェアがこのフォーマットを最初からサポートしている。他にもプラグインで対応しているものもある。WavPackの公式サイトには、Winamp、Nero Burning ROM などアプリケーション向けのプラグインや DirectShow用フィルタが公開されている。
2006年10月、WinZipはバージョン11.0ベータからWavPackのフォーマットをサポートしている。この拡張はZIPファイルフォーマットの拡張として同フォーマットを管理しているPKWARE社が正式対応し、公式なAPPNOTE.TXTファイル（バージョン6.3.2）に記載され、2007年9月28日にリリースされた。

### ハードウェア
オープンソースのRockboxファームウェアをインストールすることで、デジタルメディアプレーヤーでWavPackをサポートできる。例えばアイリバーの製品やiPodなどである。
Cowon A3 もWavPackに対応している。